# 高井淳
高井 淳（たかい じゅん、1月10日 - ）は、日本のベーシスト・プロデューサー・作曲家・編曲家。大阪府吹田市出身。血液型はA型。

## 略歴
2002年 - Waiveに加入。
2005年12月1日 - Waive解散。
2007年7月 - GaGaalinGに加入。
2010年 - Waive1度目の再演。7月 - GaGaalinG解散。
2011年 - earthmind結成後メジャー・デビューを果たす。
2012年1月10日 - ONE ELEMENTとしてソロ活動開始。
2016年 - Waive2度目の再演。
2018年10月 - Waiveとして3マンイベント『MUD FRIENDS』に出演。
2019年 - Waiveとして3度目の再演。
2021年～2022年1月 - Waive20周年プロジェクトを実施。
2023年4月11日 - Waiveとしての正式な再結成と、2025年日本武道館単独公演をもっての解散を発表。
現在は、ONE ELEMENTの活動と並行して楽曲提供や、様々なアーティストのサポートベーシストとして活動中。Waiveの田澤とは、コピーバンド『青春アバンチュール』を結成し活動している（現メンバー：Vo.田澤孝介・Gt.岡本竜治・Gt.菅大助・Ba.高井淳・Dr.楓）。

## プロデュース及び楽曲提供など
- 古川雄大
  - Album「STUDIO SUNSHINE」（作曲.編曲.プロデュース.Bass）
- earthmind
  - 「Our life, all right.」（作曲.編曲.Bass）
  - 「Hello My Days」（共作詞.Bass）
- REVALCY
  - 「EXIT」（作曲.Bass）　テレビアニメ『デュラララ!!×2 転』エンディングテーマ
- X.I.P.
  - 「Race of Ace」（編曲.Bass）PS Vita版「Project TRISTARS」テーマ曲
- 綾野ましろ
  - 「Dolly Girl」（編曲.Bass）
  - 「TRUE KISS」（編曲.Bass）
  - 「caelum」（Director）
- 汪东城
  - 「Believe in Tomorrow」（編曲.Bass）『小説版League of Legends』テーマソング
- 加賀(CV:茅野愛衣)
  - 「愛し桜花よ散るなかれ」（共編曲）TVアニメーション『アズールレーン』キャラクターソングシングル Vol.8 加賀

## 参加アーティスト
- ROOT FIVE
- rice
- CASCADE
- BREAKERZ
- GaGaalinG
- HANGRY&ANGRY
- LM.C
- U-KISS
- meg rock
- ぽこた
- 樹威
- 中川翔子
- 吉木りさ
- 清春
- ミルキィホームズ
- 綾野ましろ
- 織田かおり
- やなぎなぎ
- ときめきレストラン☆☆☆
- YURiKA
- 雨宮天
- TrySail
- すとぷり
  - さとみ
  - ジェル
  - るぅと
  - ころん
- 茅野愛衣
- 『マギアレコード 魔法少女まどか☆マギカ外伝』劇伴(Bass)
- 『ディバインゲート』劇伴(Bass)